# Renault Master I
Le Renault Master I est un utilitaire léger produit par le constructeur automobile français Renault, de septembre 1980 à 1997. Proposé en plusieurs types de carrosserie tels que le fourgon, le minibus ou encore le châssis-cabine, il est fabriqué dans l'usine Renault de Batilly.
Développé et sorti presque simultanément avec le Trafic I, il succède au Renault Super Goélette. En 1982, Renault sort la Gamme B, un camion à propulsion utilisant la cabine du Master I avec un châssis à longerons et des roues arrière jumelées. La carrière du premier Master s'arrête en 1997, remplacé par le Master II. 

## Historique

### Conception et développement
En 1973, Renault lance le développement de deux nouveaux utilitaires légers : le Trafic et le Master, ayant pour but de remplacer respectivement les Estafette et Super Goélette. Alors que le Trafic est développé dans les bureaux d'études de Renault, le Master est conçu par la division Renault Véhicules industriels, issue des anciennes équipes Saviem. Le développement conjoint de ces deux véhicules permet à Renault de proposer une gamme complète d'utilitaires capables de transporter de 800 à 1 800 kg de charge utile.  
Le design du Master est confié au designer automobile italien Marcello Gandini, connu en particulier pour avoir dessiné un grand nombre de supercars, comme la Lancia Stratos, la Lamborghini Countach ou la Bugatti EB110. En décembre 1973, il réalise chez Carrozzeria Bertone des maquettes en argile préfigurant le futur design du Master.

### Présentation, lancement et améliorations

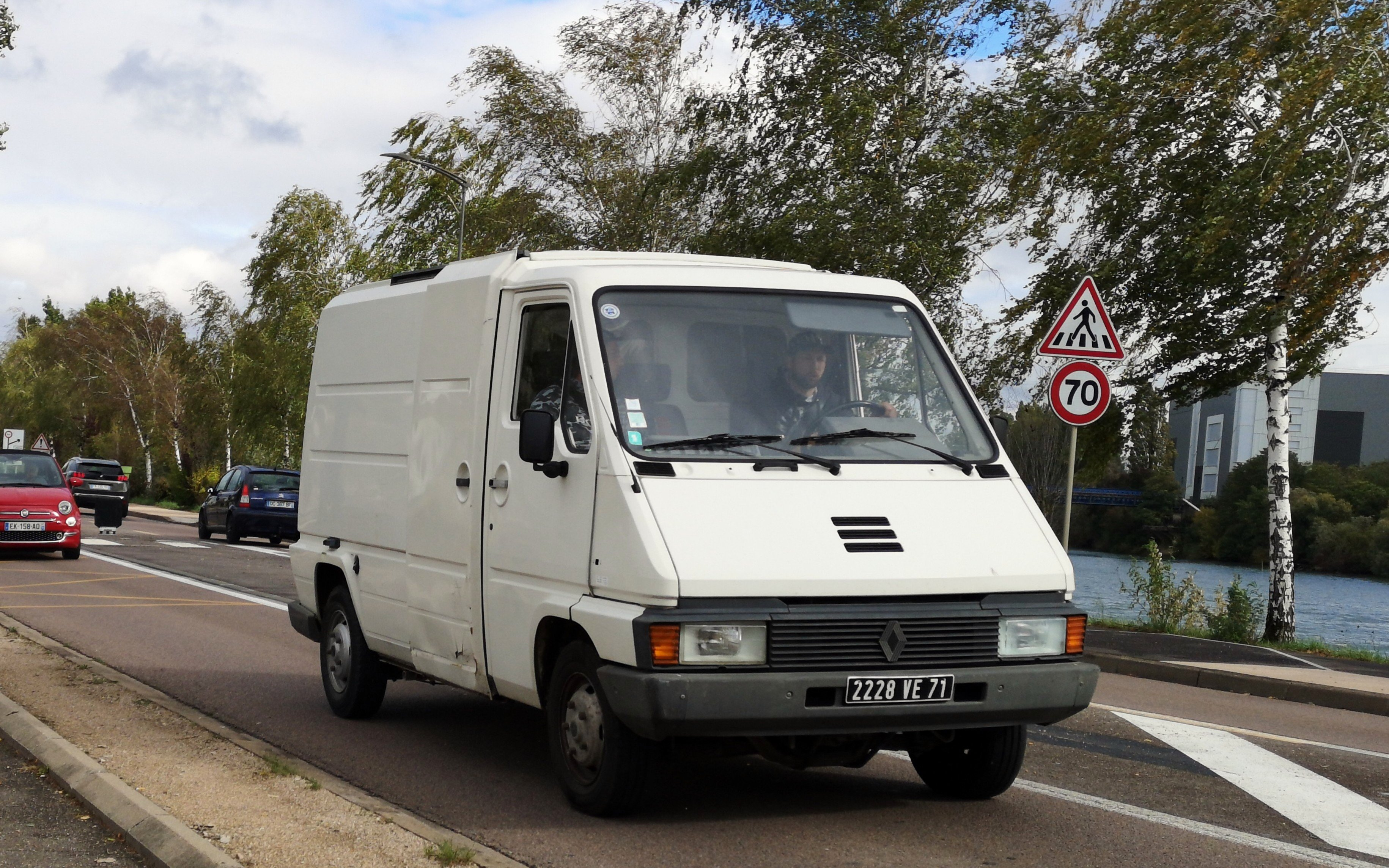
Un Renault Master I phase 1, avec le losange agrandi.

La production du Renault Master I débute en juillet 1980, mais le véhicule est officiellement présenté en septembre 1980, puis commercialisé début 1981. Alors que le Master arbore un losange de calandre et des monogrammes arrière de petite dimension depuis son lancement, ces éléments sont agrandis en juin 1981 pour une identité visuelle plus marquée. En juillet 1982, un monogramme rectangulaire « Renault » fait son apparition sur le capot et le minibus Heuliez GX 17 est lancé la même année. En juillet 1985, l'unique modèle de jantes évolue, présentant une pièce ronde avec le logo Renault au centre. En janvier 1989, le monogramme « Renault » est supprimé du capot afin de simplifier le design extérieur. En 1990, la production du GX 17 prend fin puis, en décembre 1992, les monogrammes à l'arrière deviennent chromés.
Un important restylage, appelé « phase 2 », est effectué mi-avril 1993, introduisant une nouvelle calandre plus fine, avec le logo Renault incliné et des clignotants avant blancs, apportant ainsi un aspect plus moderne à l'utilitaire.

### Arrêt et succession
La production du modèle prend fin officiellement mi-octobre 1997. Il est alors remplacé par le Renault Master II. Cependant, le Renault Gamme B 4x4, basé sur le Renault Master I, continue sa carrière jusqu'en 1999.

## Les différentes versions

### Modèles de base et descriptions

#### Tailles (L et H)
Le Renault Master I est commercialisé en différentes versions avec trois empattements différents numéroté L1 à L3 (2 810 mm, 3 230 mm et 3 700 mm), ainsi que deux hauteurs H1 et H2 (2 050 mm et 2 415 mm).

#### Carrosseries

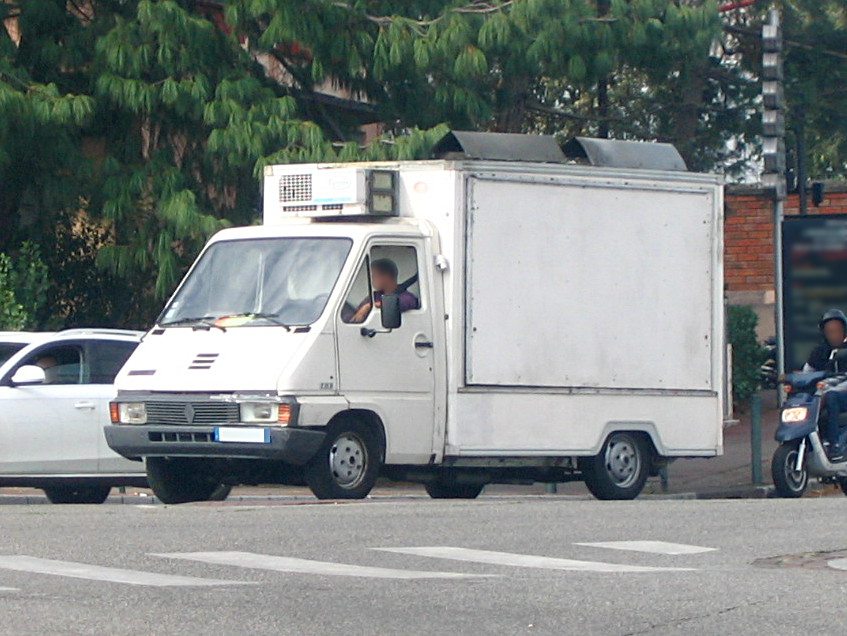
Un Renault Master I phase 1, en châssis-cabine converti en camion frigorifique.

En plus du choix de la taille de l'utilitaire, deux types de carrosseries sont proposés. La carrosserie « fourgon », version de base du Master, est déclinée en deux versions, tôlée ou vitrée. Le fourgon tôle est dotée d'une carrosserie totalement fermée, sans fenêtres latérales ni vitres. Le fourgon vitré, quant à lui, est équipé de fenêtres latérales sur les côtés du véhicule, une déclinaison préférée par les usagers qui ont besoin d'une meilleure vue sur l'extérieur pendant le transport, comme les services de livraison ou de transport de passagers.
La seconde carrosserie proposée est le « châssis-cabine », configuration spécifique du Master, commune dans les gammes de véhicules utilitaires. Dans ce type de configuration, le véhicule est constitué d'un châssis nu auquel est intégrée uniquement la cabine pour les occupants, sans carrosserie arrière fixe. Ainsi, l'arrière du châssis est laissé libre pour permettre l'installation d'une carrosserie spécifique en fonction des besoins du client ou de l'utilisation prévue. Plusieurs carrosseries adaptées sont montées sur le châssis du Master, notamment pour des usages professionnels : camion frigorifique, ambulance, bétaillère, food truck ou encore camping-car.

### Finitions

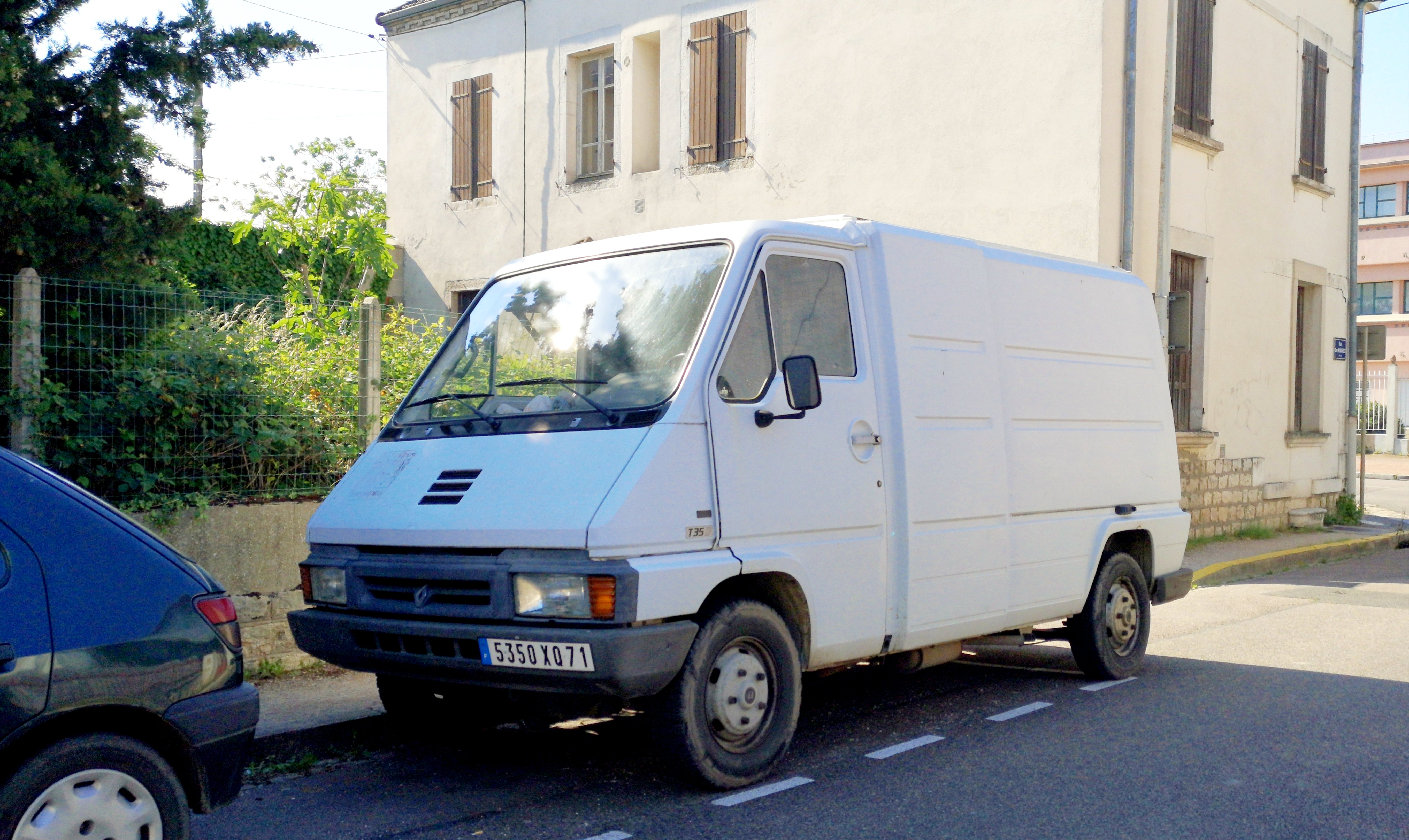
Un Renault Master I phase 2, en version T35D.

Le Master est disponible en six versions, ayant pour seules différences les motorisations et la transmission. Comme pour le Trafic, la désignation des différentes versions du Master est établie en utilisant une nomenclature définie par une lettre suivie de chiffres, permettant de différencier les caractéristiques mécaniques du modèle. La lettre, « T » ou « P », définit la transmission du véhicule, traction ou propulsion. Le nombre suivant définit poids total en charge (PTAC) maximum autorisé, soit 30 pour 3,0 tonnes, soit 35 pour 3,5 tonnes. Enfin, la présence d'un « D » dans la désignation indique que le modèle fonctionne au diesel, l'absence de cette lettre signifiant que le carburant utilisé est l'essence.
- T30 : version traction, PTAC de 3,0 tonnes, disponible avec le moteur essence Douvrin J5R jusqu'en 1995, où il adopte le J7T.
- T30D : version traction, PTAC de 3,0 tonnes, disponible avec le moteur diesel S8U, il est remplacé de 1984 à 1995 par le J8S.
- T35 : version traction, PTAC de 3,5 tonnes, disponible avec le moteur essence Douvrin J5R jusqu'en 1995, où il adopte le J7T.
- T35D : version traction, PTAC de 3,5 tonnes, disponible avec le moteur diesel SU8, le moteur S8Ut est ajouté au catalogue en 1990.
- P35 : version propulsion, PTAC de 3,5 tonnes, disponible avec le moteur essence J5R jusqu'en 1990.
- P35D : version propulsion, PTAC de 3,5 tonnes, disponible avec le moteur diesel S8U jusqu'en 1990.

### Versions spéciales

#### Heuliez GX 17

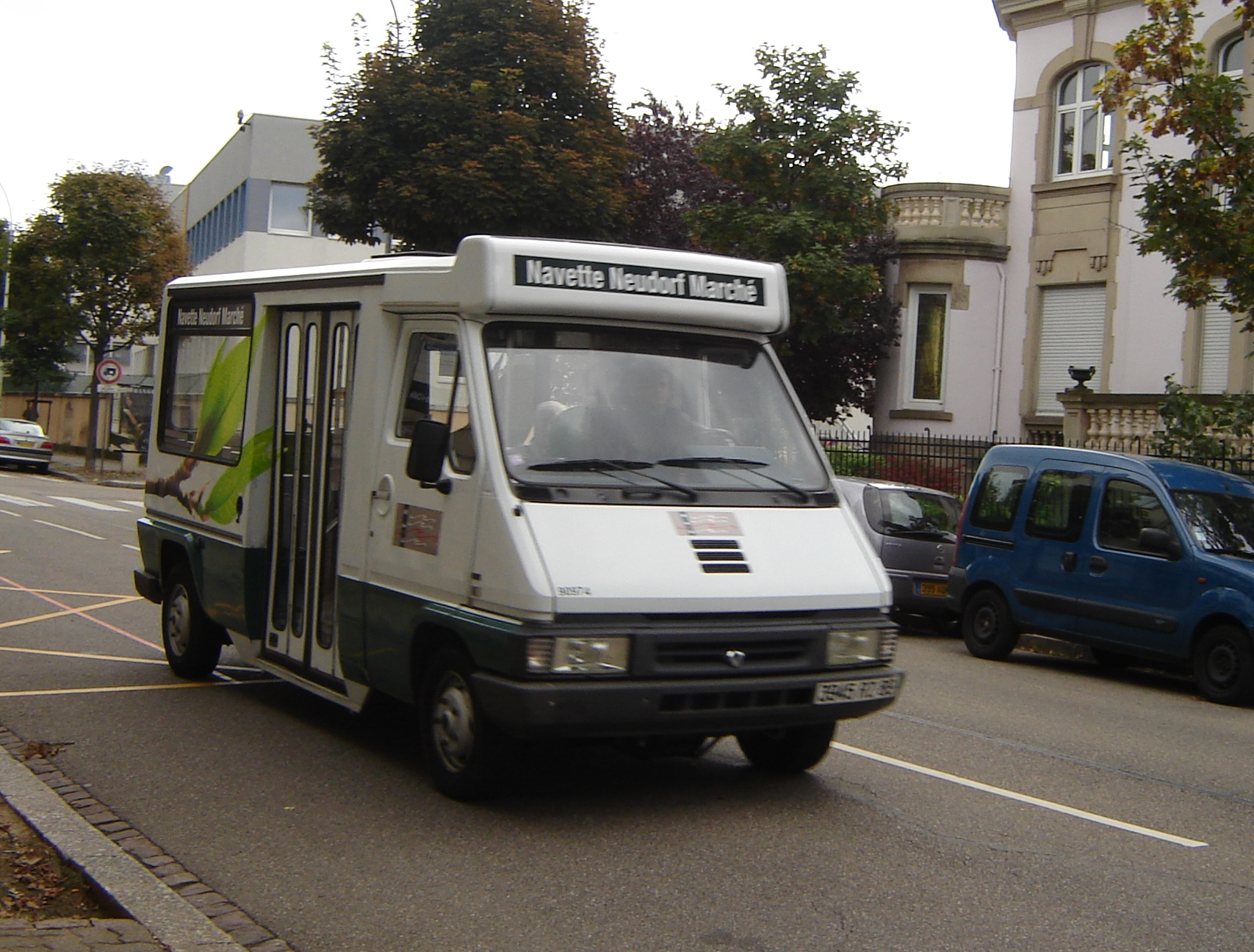
Un Heuliez GX 17.

L'Heuliez GX 17 est un minibus fabriqué par RVI et résultant d'une collaboration avec Heuliez, construit sur la base du Renault Master. Il est conçu pour remplacer le modèle précédent, le Coyote, basé sur le Citroën C35. Il peut accueillir 17 places, dont 12 assises et 5 debout, en plus du conducteur. Sa production s'étend sur une période allant de 1982 à 1990, avec un total de 103 exemplaires fabriqués. Beaucoup de petites et grandes agglomérations françaises font l'acquisition du GX17, souvent en faible nombre pour répondre à la demande de transport de personnes à mobilité réduite ou de taxi-bus.
Le minibus est proposé avec deux motorisations distinctes, essence et diesel. D'une part, on trouve le moteur essence Douvrin type J7T, un quatre cylindres en ligne de 2,2 litres à injection, offrant une puissance de 95 ch. D'autre part, il est également disponible en version diesel, équipé du moteur Renault DCI, un quatre cylindres en ligne de 2,8 litres à injection.

## Caractéristiques

### Dimensions
|                                                                      | Master L1           | Master L2           | Master L3           | Master H1           | Master H2           | Heuliez GX 17       |
| -------------------------------------------------------------------- | ------------------- | ------------------- | ------------------- | ------------------- | ------------------- | ------------------- |
| Longueur                                                             | 4 434 mm            | 5 000 mm            | 5 640 mm            | -                   | -                   | 5 685 mm            |
| Largeur                                                              | 2 000 mm            | 2 000 mm            | 2 000 mm            | 2 000 mm            | 2 000 mm            | 2 000 mm            |
| Hauteur                                                              | -                   | -                   | -                   | 2 050 mm            | 2 415 mm            | 2 790 mm            |
| Empattement                                                          | 2 810 mm            | 3 230 mm            | 3 700 mm            | -                   | -                   | 3 840 mm            |
| Voies avant / arrière                                                | 1 650 mm / 1 700 mm | 1 650 mm / 1 700 mm | 1 650 mm / 1 700 mm | 1 650 mm / 1 700 mm | 1 650 mm / 1 700 mm | 1 650 mm / 1 700 mm |
| Masse à vide (PV) (selon moteurs et équipements)                     | 1 610 kg            | 1 610 kg            | 1 610 kg            | 1 610 kg            | 1 610 kg            | 1 610 kg            |
| Poids total autorisé en charge (PTAC) (selon moteurs et équipements) | 3 100 à 3 500 kg    | 3 100 à 3 500 kg    | 3 100 à 3 500 kg    | 3 100 à 3 500 kg    | 3 100 à 3 500 kg    | 3 100 à 3 500 kg    |

Note : ce tableau comprend les dimensions hors-tout, cependant, les rétroviseurs, antennes ou autres éléments hors carrosserie ne sont pas compris dedans.

### Chaîne cinématique

#### Motorisations

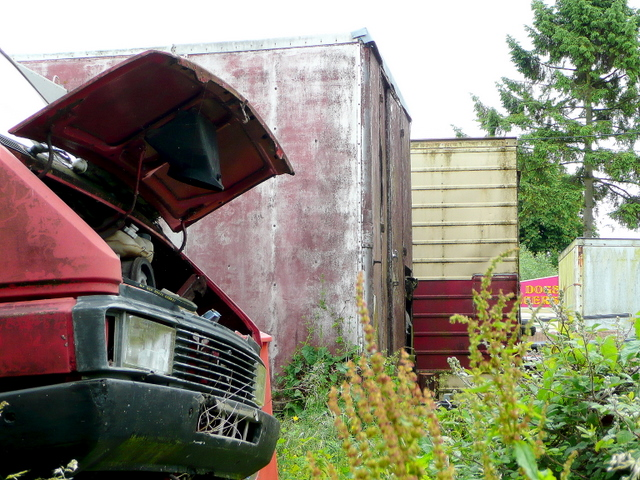
Un Master I, capot ouvert.

Le Master I est proposé avec plusieurs motorisations différentes, essence ou diesel, toutes de quatre cylindres. Concernant les moteurs essence, deux options sont proposées pour les modèles T30 et T35 : le Douvrin type J5R, un moteur quatre cylindres en ligne de 2,0 litres avec un carburateur simple corps produisant 80 ch, et le Douvrin quatre cylindres en ligne de 2,2 litres avec injection offrant une puissance de 97 ch.
Concernant les moteurs diesel, plusieurs options sont proposées. Le Douvrin type J8S est un quatre cylindres en ligne de 2,1 litres avec injection indirecte développant 66 ch. Un autre modèle de 2,1 litres, développant 61 ch, est disponible spécifiquement sur le modèle T30D. Renault propose aussi le Sofim type 8140, un quatre cylindres en ligne de 2,4 litres offrant une puissance de 72 et 76 ch. Existe également un modèle de 2,5 litres proposant différentes puissances de 71, 72, 75 et 76 ch, et disponible sur les modèles T30D et T35D. Enfin, le Sofim type 8140 avec turbocompresseur est l'option la plus puissante de la gamme, avec un moteur de 2,5 litres offrant une puissance de 88 et 94 ch, disponible sur le modèle T35TD.
| Modèle                       | Construction      | Moteur                                               | Cylindrée         | Puissance                  | Couple               | 0 à 100 km/h | Vitesse maximale | Consommation et émissions de CO2 |
| ---------------------------- | ----------------- | ---------------------------------------------------- | ----------------- | -------------------------- | -------------------- | ------------ | ---------------- | -------------------------------- |
| Renault Master I 2.0 Essence | 08/1980 - 02/1989 | 4 cylindres en ligne Douvrin type 829-731            | 1 995 cm3 (2,0 L) | 59 kW (80 ch) à ... tr/min | ... N m à ... tr/min | ... s        | ... km/h         | ... l/100 km ... g/km            |
| Renault Master I 2.0 Essence | 03/1989 - 09/1994 | 4 cylindres en ligne Douvrin type J5R-718            | 1 995 cm3 (2,0 L) | 59 kW (80 ch)              |                      |              |                  |                                  |
| Renault Master I 2.2 i       | 10/1994 - 09/1997 | 4 cylindres en ligne Douvrin type J7T-788 et J7T-782 | 2 165 cm3 (2,2 L) | 66 kW (91 ch)              |                      |              |                  |                                  |
| Renault Master I 2.2 i       | 10/1994 - 09/1997 | 4 cylindres en ligne Douvrin                         | 2 165 cm3 (2,2 L) | 70 kW (95 ch)              |                      |              |                  |                                  |
| Heuliez GX 17 2.2 i          | 1982 - 1990       | 4 cylindres en ligne Douvrin type J7T                | 2 165 cm3 (2,2 L) | 70 kW (95 ch)              |                      |              |                  |                                  |

| Modèle                  | Construction      | Moteur                                    | Cylindrée         | Puissance                  | Couple                 | 0 à 100 km/h | Vitesse maximale | Consommation et émissions de CO2 |
| ----------------------- | ----------------- | ----------------------------------------- | ----------------- | -------------------------- | ---------------------- | ------------ | ---------------- | -------------------------------- |
| Renault Master I 2.0 D  | ... - ...         | 4 cylindres en ligne Douvrin type J8S     | 1 995 cm3 (2,0 L) | 48 kW (66 ch) à ... tr/min | ... N m à ... tr/min   | ... s        | ... km/h         | ... l/100 km ... g/km            |
| Renault Master I 2.1 D  | 08/1980 - 09/1994 | 4 cylindres en ligne Douvrin type J8S-330 | 2 068 cm3 (2,1 L) | 45 kW (61 ch)              | 125 N m à 2 500 tr/min |              | 108 km/h         |                                  |
| Renault Master I 2.4 D  | 08/1980 - 09/1994 | 4 cylindres en ligne Douvrin              | 2 445 cm3 (2,4 L) | 53 kW (72 ch)              |                        |              | 115 km/h         |                                  |
| Renault Master I 2.4 D  | 08/1980 - 09/1994 | 4 cylindres en ligne SOFIM 8140.61        | 2 445 cm3 (2,4 L) | 52 kW (71 ch)              |                        |              |                  |                                  |
| Renault Master I 2.5 D  | 03/1989 - 09/1994 | 4 cylindres en ligne SOFIM                | 2 499 cm3 (2,5 L) | 56 kW (76 ch)              |                        |              |                  |                                  |
| Renault Master I 2.5 D  | 03/1989 - 09/1994 | 4 cylindres en ligne SOFIM                | 2 499 cm3 (2,5 L) | 64 kW (88 ch)              |                        |              |                  |                                  |
| Renault Master I 2.5 TD | 03/1989 - 09/1997 | 4 cylindres en ligne SOFIM 8140.27        | 2 499 cm3 (2,5 L) | 69 kW (94 ch)              | 216 N m à 2 200 tr/min |              |                  |                                  |
| Heuliez GX 17 2.8 D     | 1982 - 1990       | 4 cylindres en ligne Renault DCI          | . (2,8 L)         |                            |                        |              |                  |                                  |

#### Boîtes de vitesses
Le Master I est équipé de la boîte de vitesses manuelle « 4 DS 8 » à quatre ou cinq rapports synchronisés pour toutes les versions ; le seul changement selon les versions sont les rapports de multiplications, qui diffèrent suivant les motorisations.

### Châssis et carrosserie

#### Carrosserie
Le design du Master I, signé Marcello Gandini, à la fois atypique et caractéristique des utilitaires de cette époque, est une des raisons de son succès. Certains éléments du style du Master sont empruntés à d'autres projets de Gandini, comme les poignées de portes extérieures entourées par un renflement circulaire, similaire à une précédente création du designer, la Fiat Ritmo. La carrosserie du véhicule présente des angles abrupts, des nervures et des moulures creuses qui lui conférent un aspect globalement parallélépipédique. La caractéristique esthétique principale du Master est la forme de ses portes latérales coulissantes qui débordent sur les côtés et remontent sur le toit afin de faciliter le chargement et maximiser le volume utile. 

#### Teintes de carrosserie
Au cours de ses 17 ans de carrière, la première génération de Master dispose de nombreuses couleurs au catalogue. Au total, au fil de son existence, pas moins de 20 coloris différents sont proposés.
- Orange (031), de 1995 à 1997
- Camargue (139), de 1992 à 1997
- Grège (159), de 1985 à 1986
- Beige (170), de 1981 à 1984, puis de 1987 à 1991
- Blanc (319), de 1981 à 1982
- Blanc Panda (348), de 1986 à 1991
- Bouton d'Or (353), en 1981
- Blanc (355), de 1983 à 1985
- Blanc Glacier (389), de 1990 à 1997
- Bleu Lavande (420), de 1990 à 1991
- Ardoise (422), en 1993 (métallisé)
- Bleu (423), en 1983, puis de 1985 à 1991
- Bleu Océan (430), de 1981 à 1982
- Bleu Cobalt (499), de 1992 à 1995
- Gris (602), de 1990 à mi-1997 (métallisé)
- Xérus (611), de 1995 à mi-1997 (métallisé)
- Palombe (666), de 1990 à 1991
- Rouge (705), de 1981 à 1987
- Rouge Vif (719), de 1987 à 1997
- Brique (773), de 1990 à 1991

### Options et accessoires

#### Accessoires

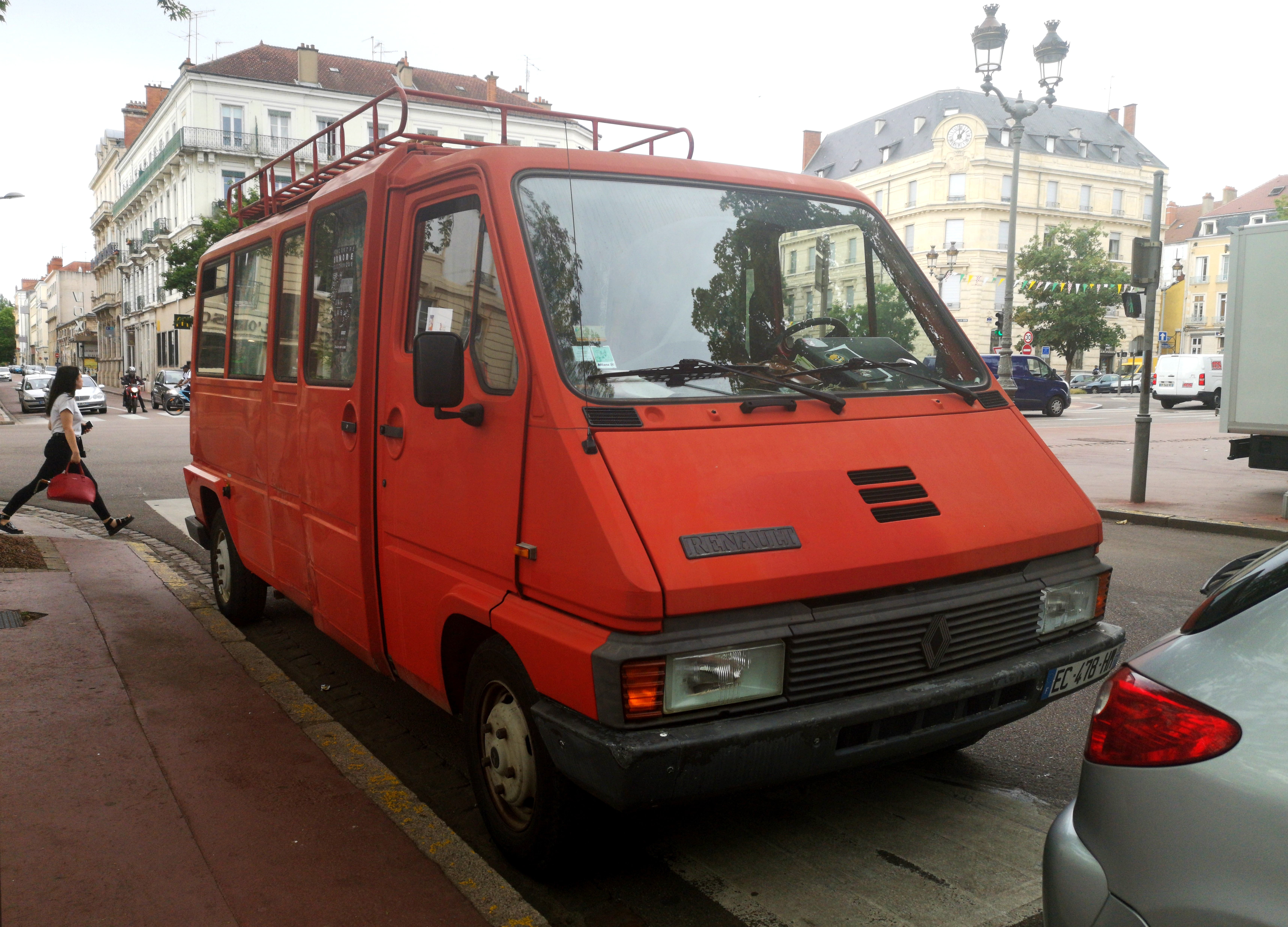
Un Renault Master I équipé d'une galerie de toit.

En plus de ses caractéristiques principales, le Master offre une gamme étendue d'accessoires disponibles lors de sa commercialisation, certains étant partagés avec le Trafic I et l'Express. Parmi les options proposées, on trouve des housses de sièges disponibles en motifs « Feu d'artifice » et « Passion » gris ou beiges, afin de personnaliser l'intérieur du véhicule tout en assurant une protection supplémentaire des sièges. Pour les besoins de transport supplémentaires, une galerie de toit est disponible, offrant un espace de chargement supplémentaire, ainsi qu'un attelage proposé pour les versions traction, propulsion et châssis-cabine. Le Master propose également un « kit micro ligne » permettant d'obturer les vitres de l'extérieur, offrant ainsi plus d'intimité et de sécurité pour le chargement du véhicule. Afin de protéger la carrosserie des éclaboussures, des bavettes en PVC sont disponibles en accessoire. De plus, pour assurer une sécurité supplémentaire, un bouchon antivol de carburant est également proposé.

## Production
Le Renault Master I, tout comme ses successeurs les Master II et Master III, est fabriqué dans l'usine Renault de Batilly, située en Meurthe-et-Moselle, en France.

## Annexe